# Presidente Kennedy
Presidente Kennedy est une municipalité brésilienne située dans l'État de l'Espirito Santo.